# Dicranoptycha recurvispina
Dicranoptycha recurvispina là một loài ruồi trong họ Limoniidae. Chúng phân bố ở miền Cổ bắc.